# Coloriste (peinture)
En critique d'art, on appelle coloriste un artiste peintre particulièrement habile dans l'emploi de la couleur, ou un artiste qui fait des couleurs son principal mode d'expression. En peinture d'art, « coloriste » s'oppose classiquement à « dessinateur ».
« Coloriste » peut se trouver modulé par des adjectifs qui précisent l'éloge que le critique fait au coloris de la peinture.
« Coloriste » désigne, dans d'autres cas, la compétence du peintre dans l'emploi, le choix, le mélange, la juxtaposition des couleurs, quelle que soit l'importance de cette partie dans l'esthétique de son œuvre.

## Histoire
Le terme « coloriste » est attesté en 1660 sous la plume d'André Félibien, qualifiant Zeuxis dans un ouvrage d'histoire de l'art.
Dans les querelles doctrinales qui traversent l'enseignement et la critique de la peinture en Europe, le « coloriste » s'oppose au « dessinateur », dont l'excellence se situe dans l'élaboration des contours et des lignes principales du sujet représenté. Commencée dès la querelle du coloris avec l'opposition entre Poussinistes et Rubénistes, l'opposition devient systématique dans la peinture française académique au XIXe siècle. La critique désigne généralement Eugène Delacroix comme le chef de file des coloristes, l'opposant à Ingres, représentant l'idéal de la ligne. « Ses recherches dans le domaine des couleurs, tant de leur acuité que de leur composition chimique, et de leurs complémentaires, sa touche en flochetage, qui juxtapose des hachures, préludent au métier des impressionnistes, tout comme son tachisme et la violence de ses tons annoncent le fauvisme ». Ces bouleversements affectent le sens exact de « coloriste ».
Au XVIIe siècle, la critique oppose le peintre coloriste qui appelle à la sensualité, au dessinateur qui s'adresse à la raison. La théorie physique de la couleur de Newton se raccorde très mal avec l'expérience artistique, et les théories artistiques prospèrent jusqu'à la fin du XVIIe siècle. La constitution progressive d'une science de la perception de couleur, compatible avec les leçons des peintres avec les travaux de Thomas Young et surtout ceux de Michel-Eugène Chevreul sur la loi du contraste simultané des couleurs, diffusés dans les milieux artistiques, comme ceux d'Ogden Rood, aboutissent à renverser l'appréciation. Un coloriste est désormais un peintre qui sait appliquer les lois de la perception des couleurs, qui joue avec ces lois, qui les exprime.
Le goût pour le coloris atténué et les nuances discrètes, donnant une appréciation flatteuse du coloriste capable d'exprimer les nuances difficiles de la carnation, manifeste dans la peinture classique et académique, se dissout au profit de celui pour la juxtaposition hardie de couleurs vives, déjà attesté autrefois dans la peinture vénitienne. Ce changement du goût, manifeste dans l'emploi des couleurs complémentaires, affecte bien sûr le jugement sur les peintres.
Pour Philip Ball, la restauration du Bacchus et Ariane de Titien restitue à la toile son caractère original, qui témoignage du goût pour les couleurs fortes, tandis que les interventions précédentes, à partir de 1806, tendaient à la ramener vers l'esthétique anglaise de teintes atténuées à la Constable.
Avec une définition restreinte de la couleur, on peut opposer le coloriste au « valoriste », qui s'attache à ce que les valeurs rendent bien la luminosité du sujet. Le « luministe », pour sa part, se manifeste par son goût pour la représentation de la lumière qui l'éclaire (Béguin 1990).

### Courant coloriste
Le peintre polonais Józef Pankiewicz fonda pendant l'entre-deux-guerres un courant coloriste rattaché au post-impressionnisme[réf. souhaitée].

### Compétences
Quand « coloriste » n'apprécie pas une qualité intrinsèque de l'artiste, le mot, généralement complété d'un adjectif comme « habile » ou « subtil », désigne la compétence dans l'emploi des couleurs. Le domaine des couleurs étant vaste, la compétence exacte varie quelque peu. On fait l'éloge de
- la vérité des couleurs, par exemple et typiquement la capacité à rendre les carnations, et pour la peinture de paysage, la diversité des verts de la végétation,
- l'harmonie des transitions et des oppositions de couleurs, dont l'appréciation change radicalement au cours du XIXe siècle avec l'apparition d'une esthétique des couleurs complémentaires (Béguin 1990, p. 181, 331).